# Козбунар
Козбунар (мкд. Козбунар) је насеље у Северној Македонији, у источном делу државе. Козбунар је насеље у оквиру општине Радовиште.

## Географија
Козбунар је смештен у источном делу Северне Македоније. Од најближег града, Радовишта, насеље је удаљено 15 km северно.
Насеље Козбунар се налази у историјској области Јуруклук. Насеље је положено на западним висовима планине Плачковице. Надморска висина насеља је приближно 1.100 метара. 
Месна клима је планинска због знатне надморске висине.

## Становништво
Козбунар је према последњем попису из 2002. године имао 17 становника.
Већинско становништво у насељу су етнички Македонци.
Претежна вероисповест месног становништва је православље.